# Maintirano
Maintirano, grad na zapadu Madagaskara sa 16 000 stanovnika, upravno središte Regije Melaki i Distrikta Maintirana u Provinciji Mahajangi.
Maintirano na malgaškom znači crna voda ili mrtva voda, a to ime doista i odgovara mjestu jer se ono nalazi usred močvarne lagune na obali Mozambičkog kanala. U gradu su većinsko stanovništvo Sakalave, jedan od malgaških naroda.

## Povijest
Na početku 17. stoljeća do Maintirana su doplovili portugalski moreplovci, ali od njihova boravka ništa nije ostalo. Maintirano se počeo oblikovati kao grad u doba francuske kolonijalne uprave, kad su u mjesto došli živjeti prvi Francuzi početkom 20. stoljeća.
Grad je prometno vrlo izoliran jer je magistrala br. 1 (u izgradnji) od Tsiroanomandidyja nadalje teško prohodna, čak i za terenska vozila u sušnom razdoblju. S lokalne zračne luke nema redovnih linija. Maintirano je vrlo siromašan grad koji posjeduje bolnicu, sud i stalnu meteorološku postaju.
Pored naselja leži masiv Antsingi (70 km istočno prema Morafenobeu), tu je moguće vidjeti formacije neobičnih krških stijena koje Malgaši zovu tsingi (ali nešto manje od onih u Rezervatu prirode Tsingyju de Bemarahi). Odmah pored grada kraj sela Amberenija nalazi se jezero Bemamba, 50 km² veliki rezervat ptica močvarica.

## Geografska i klimatska obilježja
Maintirano leži u močvarnoj laguni Mozambičkog kanala između ušća dviju rijeka. Južno pored grada svoje ušće ima rijeka Namela na kojoj je i gradska luka, a sjeverno od grada rijeka Manomba. Grad je udaljen 500 km od glavnog grada Antananariva, ali je dionica od 380 km do Tsiroanomandidiyja teško prohodna tako da je ta cesta praktično nerabljiva. Klima je vruća i suha tropska s prosječnom dnevnom temperaturom od preko 30°C.

## Gospodarstvo i promet
Do Maintirana treba doći državna magistrala br. 1 preko koje bi grad bio povezan s Antananarivom i ostatkom zemlje, ali ona je dovršena samo do Tsiroanomandidyja. Od grada vodi regionalna cesta 8a prema mjestu Anatsalova i rezervatu prirode Tsingyu de Bemarahi, duga 116 km. Grad ima malu skromnu luku u estuariju rijeke Namele, do koje mogu doći samo brodovi manje tonaže. Posjeduje i malu zračnu luku (IATA: MXT ICAO: FMMO) iz koje nema redovnih linija, već se leti jedino po narudžbi.
Većina stanovnika (55%) bavi se ribarstvom, a 34% poljoprivredom. Najviše se uzgajaju banane, kukuruz, krumpir i riža. U industriji radi 0.8%, a u upravi i uslužnom sektoru zaposleno je 10.2% stanovnika.

## Vanjske poveznice
- Localités Maintirana
- Fotografije luke na rijeci Namela  Arhivirana inačica izvorne stranice od 30. siječnja 2016. (Wayback Machine)